# 島根県道272号吉田三刀屋線
島根県道272号吉田三刀屋線（しまねけんどう272ごう よしだみとやせん）は、島根県雲南市を通る一般県道である。

## 概要
雲南市吉田町吉田から雲南市三刀屋町三刀屋に至る。

### 路線データ
- 起点：島根県雲南市吉田町吉田（島根県道38号掛合上阿井線交点）
- 終点：島根県雲南市三刀屋町三刀屋（国道54号交点）

## 路線状況

### 重複区間
- 島根県道51号出雲奥出雲線（雲南市三刀屋町六重 - 雲南市三刀屋町中野）
- 島根県道176号掛合大東線（雲南市三刀屋町中野 - 雲南市三刀屋町多久和）

### 道路施設

#### トンネル
- 陣ヶ峠トンネル：延長85 m、1967年（昭和42年）竣工、雲南市

## 地理

### 通過する自治体
- 島根県
  - 雲南市

### 交差する道路
| 交差する道路                          | 交差する場所   | 交差する場所 |
| ------------------------------------- | -------------- | ------------ |
| 島根県道38号掛合上阿井線              | 吉田町吉田     | 起点         |
| 島根県道51号出雲奥出雲線 重複区間起点 | 三刀屋町六重   |              |
| 飯石ふれあい農道                      | 三刀屋町中野   |              |
| 島根県道176号掛合大東線 重複区間起点  | 三刀屋町中野   |              |
| 島根県道51号出雲奥出雲線 重複区間終点 | 三刀屋町中野   |              |
| 島根県道176号掛合大東線 重複区間終点  | 三刀屋町多久和 |              |
| 国道54号 島根県道271号稗原木次線 重複 | 三刀屋町三刀屋 | 終点         |

### 沿線
- 雲南市立吉田中学校
- 飯石郵便局
- 雲南市立三刀屋中学校
- 島根県立三刀屋高等学校

### 峠
- 陣ヶ峠（雲南市）